# Mariaklocka
Mariaklocka (Campanula medium) är en klockväxtart som beskrevs av Carl von Linné. Enligt Catalogue of Life ingår Mariaklocka i släktet blåklockor och familjen klockväxter, likaså enligt Dyntaxa. Arten är reproducerande i Sverige. Inga underarter finns listade i Catalogue of Life.

## Bildgalleri

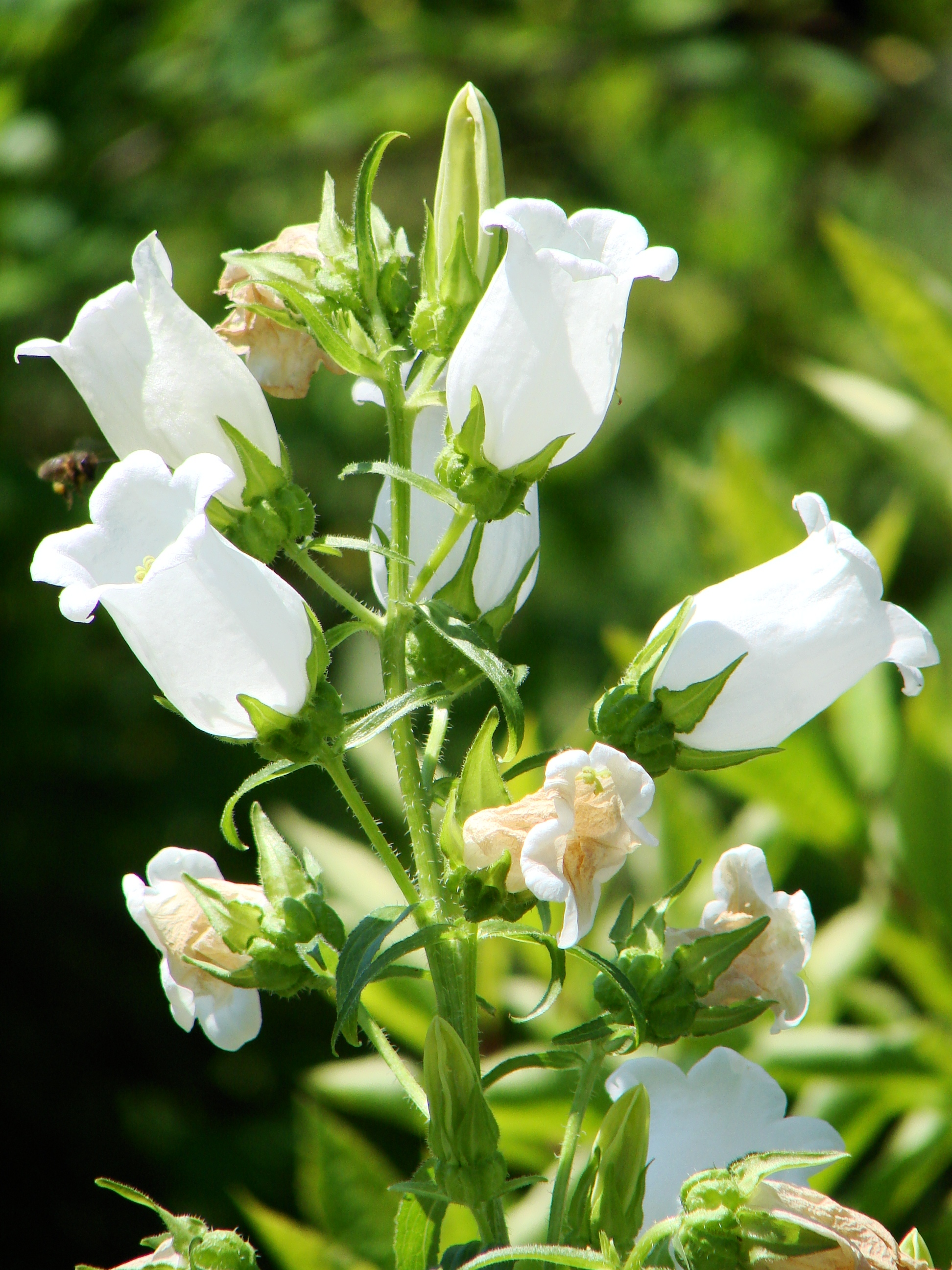
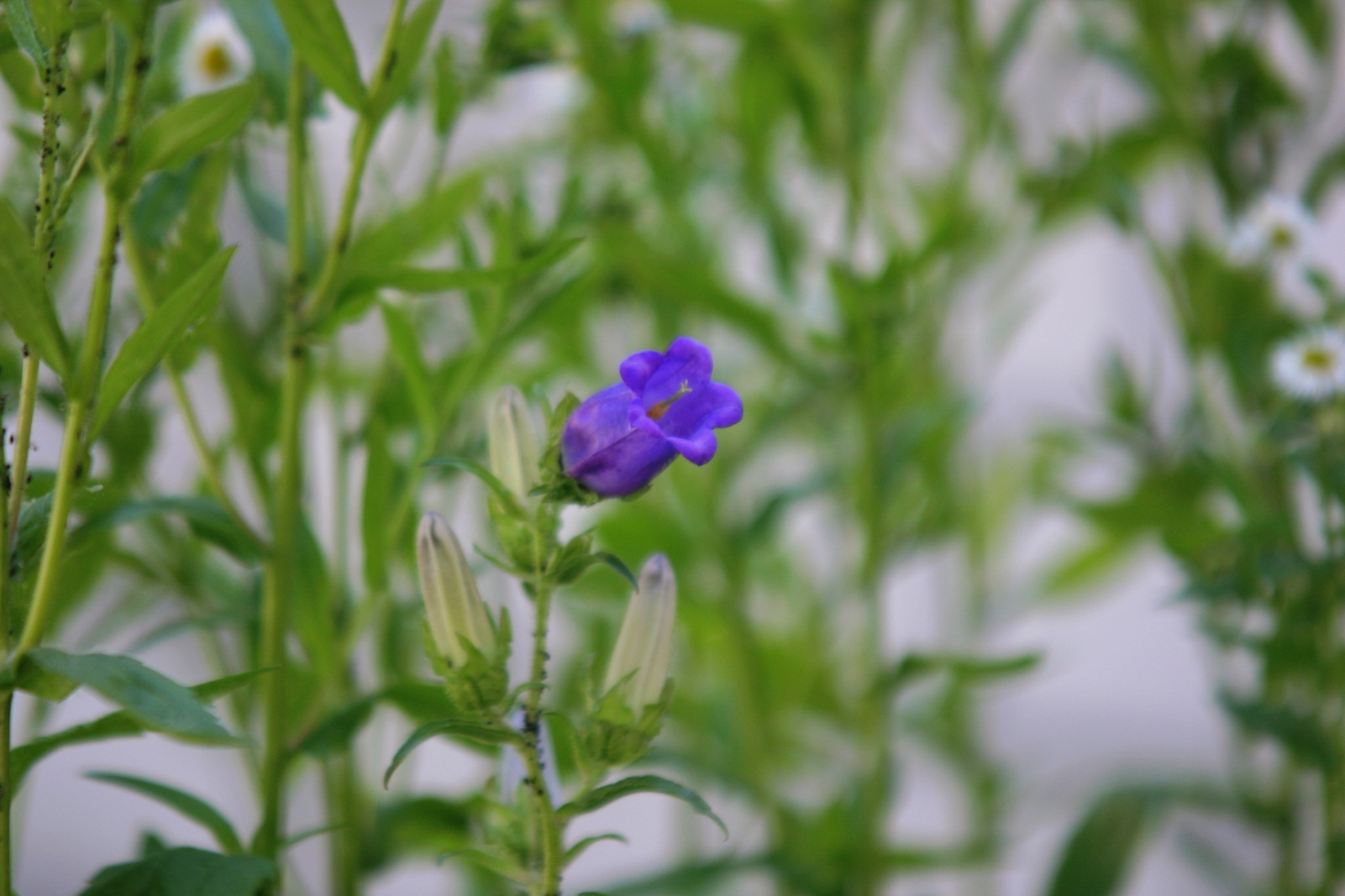
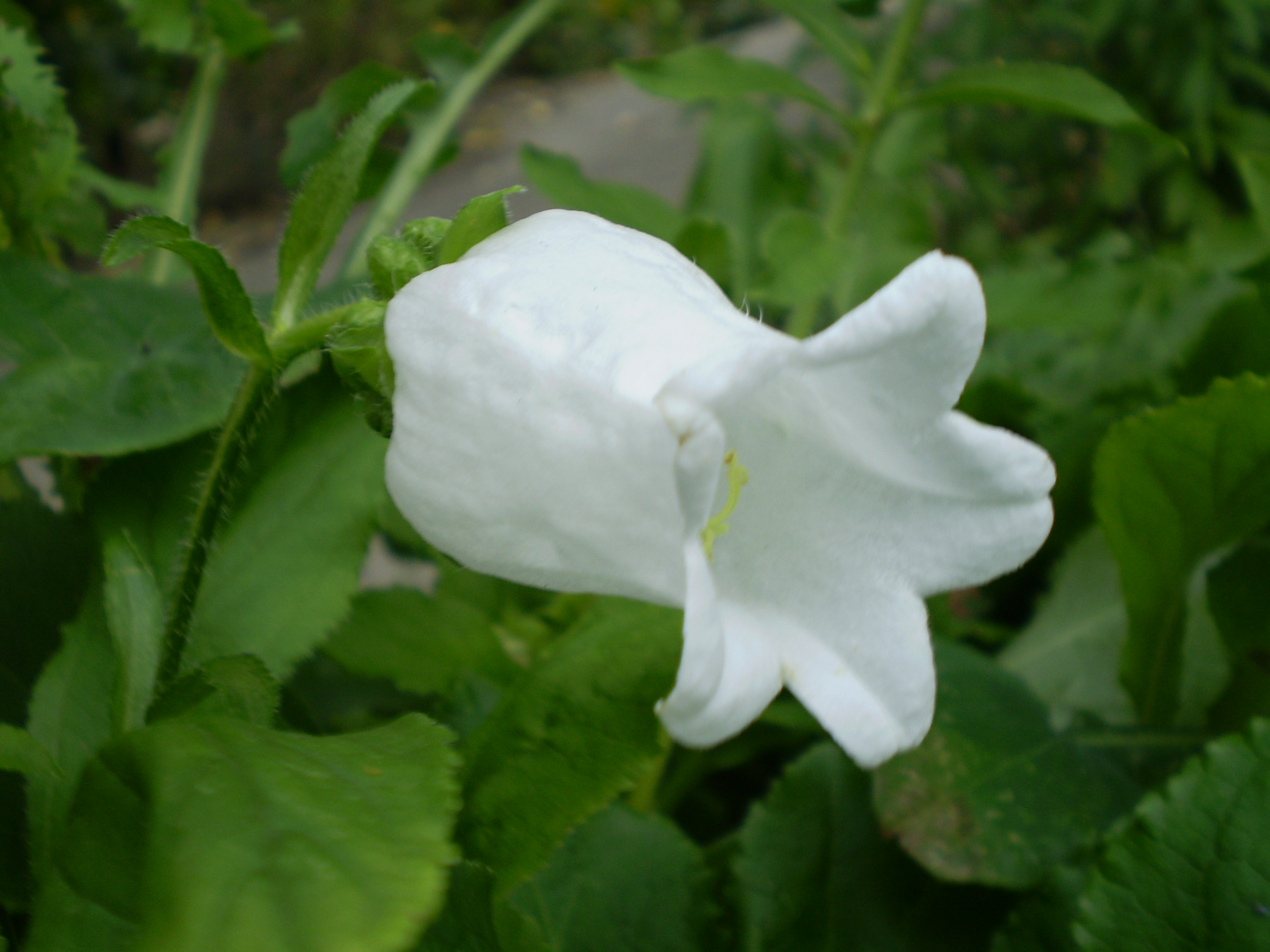
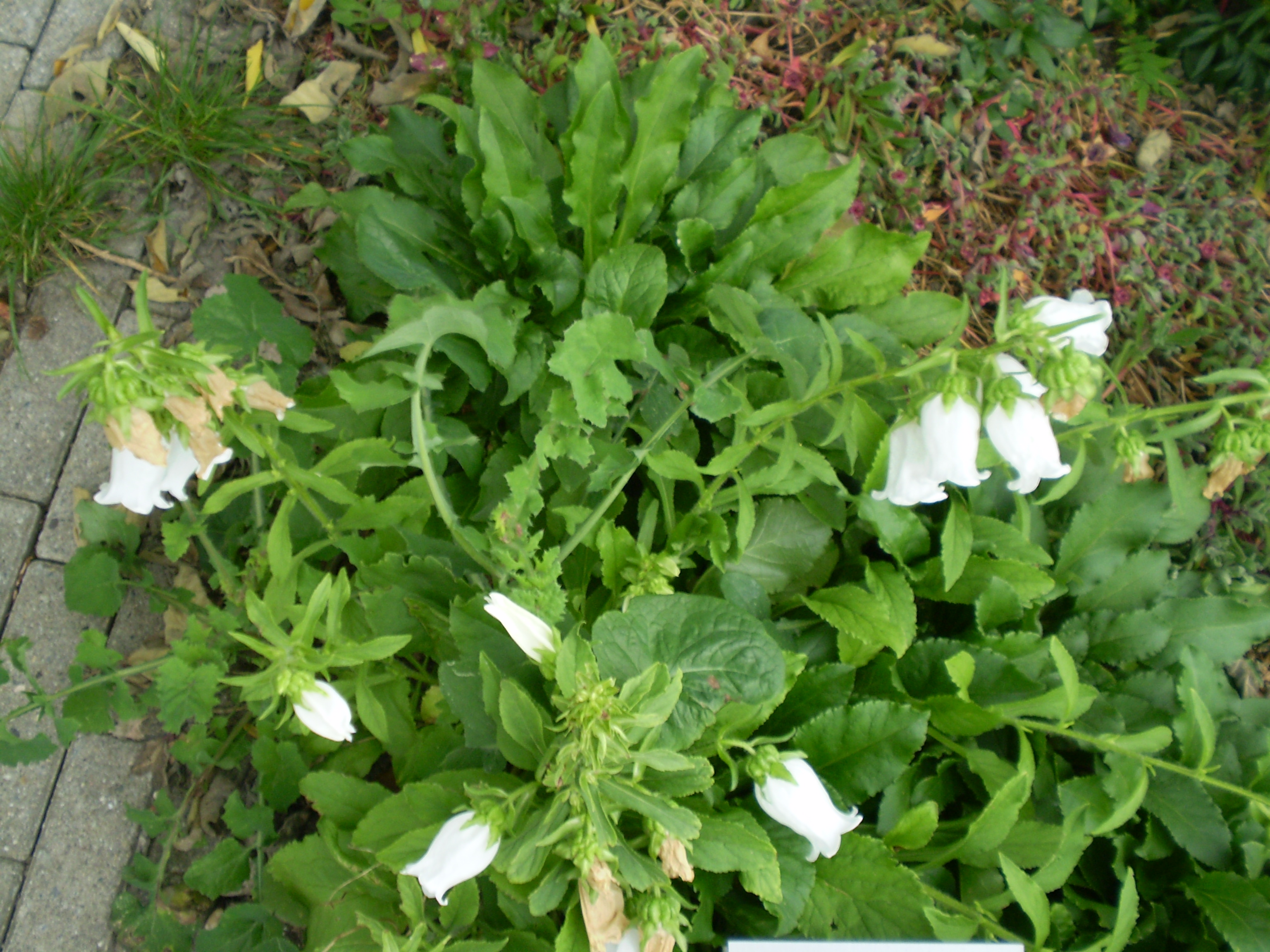
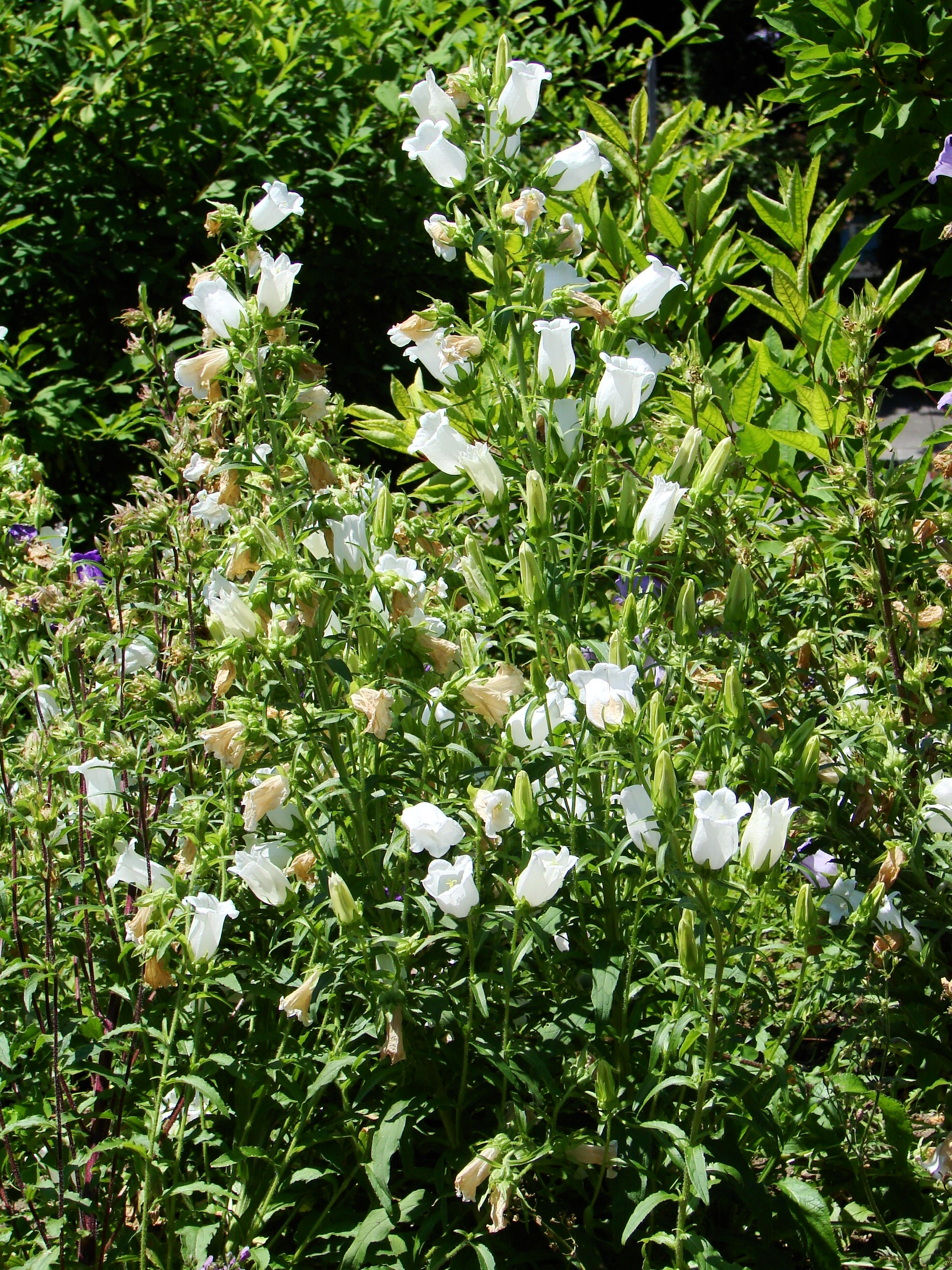
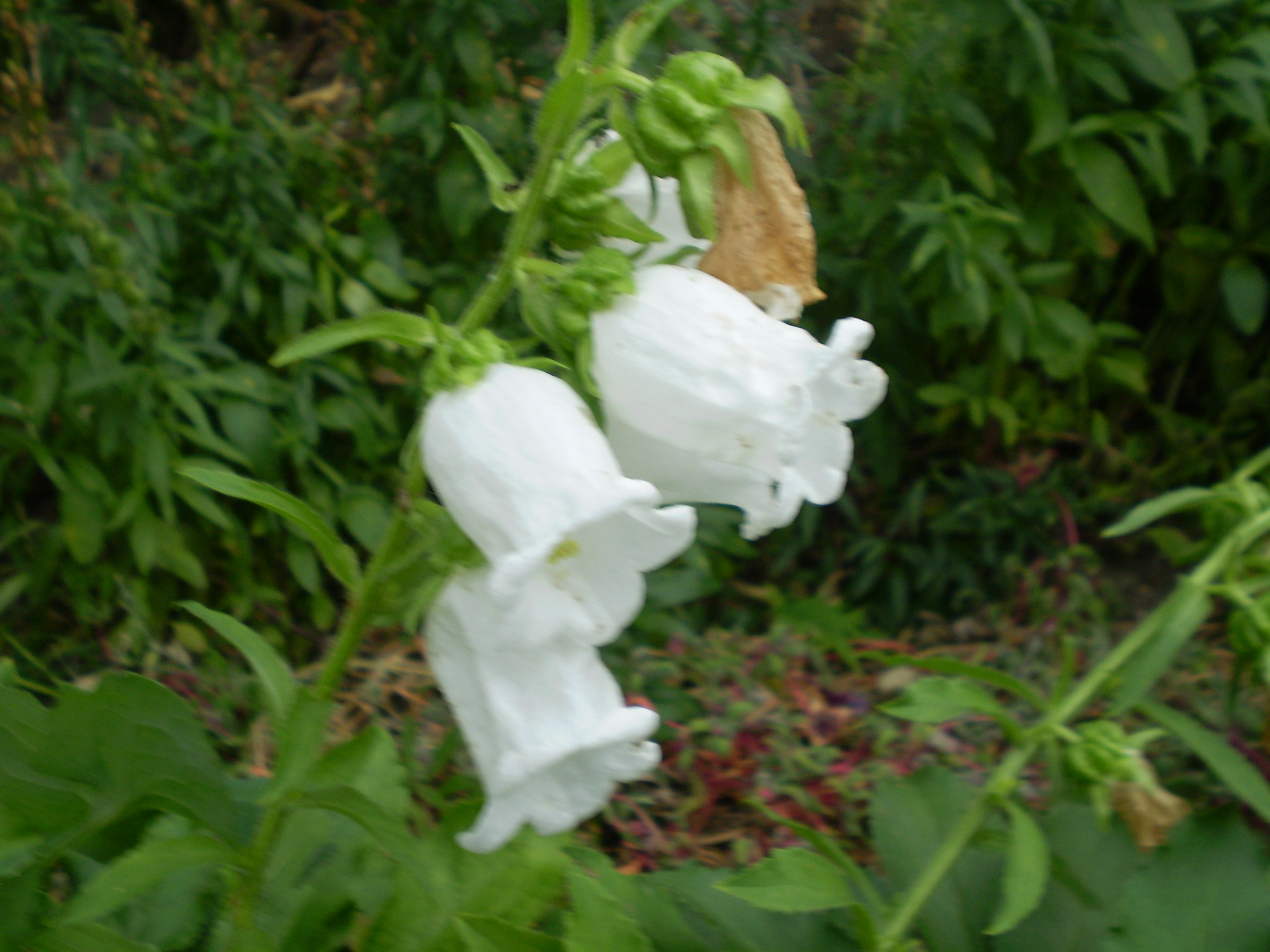